# (4470) Sergeev-Censkij
(4470) Sergeev-Censkij ist ein Hauptgürtelasteroid, der am 31. August 1978 von Nikolai Stepanowitsch Tschernych vom Krim-Observatorium aus entdeckt wurde.
Der Asteroid wurde nach dem Schriftsteller Sergej Nikolajewitsch Sergejew-Zenski (1875–1958) (russisch Серге́й Николаевич Сергеев-Ценский) benannt.